# Кирилівка (Волноваський район)
Кири́лівка — село в Україні, у Волноваській міській громаді Волноваського району Донецької області.

## Загальні відомості
Село Кирилівка розташоване за 18 км від районного центру та адміністративного центру громади і  проходить автошляхом місцевого значення.
У зв'язку з тим, що Кирилівське поштове відділення 85753 було зачинено — корреспонденція вирушає на Новоандріївське поштове відділення — 85752.

## Населення
Станом на 1886 рік це колишнє державне село, що розташоване на річці Шайтанка з населенням 1212 осіб, 180 дворових господарств, православна церква, лавка.

### Мова
Розподіл населення за рідною мовою за даними перепису 2001 року:
| Мова            | Кількість | Відсоток |
| --------------- | --------- | -------- |
| українська      | 482       | 65.85%   |
| російська       | 249       | 34.01%   |
| інші/не вказали | 1         | 0.14%    |
| Усього          | 732       | 100%     |

За даними перепису населення 2001 року в селі мешкало 732 особи, з них 65,85 % зазначили рідною мову українську та 34,02 % — російську.

## Особистість
- У Кирилівці народився Зборщик Михайло Павлович (22.11.1928 — 09.10.2018) — український вчений, гірничий інженер, доктор технічних наук.